# Краснодольное
Краснодо́льное (до 1945 года Борла́к, до нач. XIX века Борла́к-Ойра́т; укр. Краснодольне, крымскотат. Borlaq, Борлакъ) — село в Джанкойском районе Республики Крым, входит в состав Рощинского сельского поселения (согласно административно-территориальному делению Украины — Рощинского сельского совета Автономной Республики Крым).

## Население
| 2001 | 2014 |
| ---- | ---- |
| 482  | ↘321 |

Всеукраинская перепись 2001 года показала следующее распределение по носителям языка
| Язык             | Процент |
| ---------------- | ------- |
| русский          | 61.83   |
| крымскотатарский | 24.07   |
| украинский       | 13.49   |

### Динамика численности
| - 1805 год — 72 чел. - 1889 год — 169 чел. - 1892 год — 121 чел. - 1900 год — 67 чел. - 1905 год — 78 чел. - 1911 год — чел. - 1915 год — 73/66 чел. | - 1926 год — 236 чел. - 1939 год — 289 чел. - 1989 год — 447 чел. - 1931 год — 210 чел. - 2001 год — 482 чел. - 2009 год — 478 чел. - 2014 год — 321 чел. |

## Современное состояние
На 2017 год в Краснодольном числится 4 улицы; на 2009 год, по данным сельсовета, село занимало площадь 80,5 гектара на которой, в 156 дворах, проживало 478 человек. В селе действуют библиотека. Краснодольное связано автобусным сообщением с райцентром, городами Крыма и соседними населёнными пунктами.

## География
Краснодольное — село на юге района, в степном Крыму, в верховье реки Победная, у границы с Красногвардейским районом, высота центра села над уровнем моря — 34 м. Соседние сёла: Рощино в 2,5 километрах на север, Серноводское в 1 километре на восток и Знаменка Красногвардейского района в 3 километрах на юг. Расстояние до райцентра — около 17 километров (по шоссе) на север, ближайшая железнодорожная станция — Отрадная — примерно 7 километров. Транспортное сообщение осуществляется по региональной автодороге 35А-002 граница с Украиной — Симферополь — Алушта — Ялта (по украинской классификации — М-18 Харьков — Симферополь — Алушта — Ялта).

## История
Первое документальное упоминание села встречается в Камеральном Описании Крыма… 1784 года, судя по которому, в последний период Крымского ханства Борлай Ойрат входил в Насывский кадылык Карасубазарского каймаканства.
После присоединения Крыма к России (8) 19 апреля 1783 года, (8) 19 февраля 1784 года, именным указом Екатерины II сенату, на территории бывшего Крымского Ханства была образована Таврическая область и деревня была приписана к Перекопскому уезду. После Павловских реформ, с 1796 по 1802 год, входила в Перекопский уезд Новороссийской губернии. По новому административному делению, после создания 8 (20) октября 1802 года Таврической губернии, Борлак был включён в состав Кокчора-Киятской волости Перекопского уезда.
По Ведомости о всех селениях в Перекопском уезде состоящих с показанием в которой волости сколько числом дворов и душ… от 21 октября 1805 года, в деревне Бурлак-Вейрат  числилось 12 дворов и 72 жителя, крымских татар. На военно-топографической карте генерал-майора Мухина 1817 года обозначена деревня Бурлак с 9 дворами. После реформы волостного деления 1829 года Бурлак, согласно «Ведомости о казённых волостях Таврической губернии 1829 года» остался в составе Кокчоракиятской волости. На карте 1836 года в деревне 7 дворов, а на карте 1842 года Борлак обозначен условным знаком «малая деревня», то есть, менее 5 дворов. На трехверстовой карте 1865 года деревня ещё обозначена, а на карте, с корректурой 1876 года её уже нет. Видимо, деревня опустела, вследствие эмиграции крымских татар, особенно массовой после Крымской войны 1853—1856 годов, в Турцию.
Согласно энциклопедическому словарю Немцы России, селение крымских немцев лютеран Нейфельд было основано на месте Борлака в 1882 году на 3686 десятинах земли. В «Памятной книге Таврической губернии 1889 года», по результатам Х ревизии 1887 года, в деревне Нейфельд числилось 28 дворов и 169 жителей.
После земской реформы 1890 года, деревню приписали к Тотанайской волости того же уезда. Согласно «…Памятной книжке Таврической губернии на 1892 год», в селе Берлак, входившего в Берлакское сельское общество, был 121 житель в 17 домохозяйствах. По «…Памятной книжке Таврической губернии на 1900 год» в Борлаке числилось 67 жителей в 10 дворах, а, по словарю Немцы России в 1905 — 78 человек. По Статистическому справочнику Таврической губернии. Ч.II-я. Статистический очерк, выпуск пятый Перекопский уезд, 1915 год, в деревне Борлак Тотанайской волости Перекопского уезда числилось 11 дворов (9 дворов с землёй, 2 — безземельные) с немецким населением в количестве 73 человек приписных жителей и 66 «посторонних», из которых 71 мужчина и 68 женщин. Жители владели 3685 десятинами удобной земли. В хозяйствах имелось 206 лошадей, 244 вола, 103 коровы и 701 голова мелкого скота.
После установления в Крыму Советской власти, по постановлению Крымревкома от 8 января 1921 года № 206 «Об изменении административных границ» была упразднена волостная система и в составе Джанкойского уезда был создан Джанкойский район. В 1922 году уезды преобразовали в округа. 11 октября 1923 года, согласно постановлению ВЦИК, в административное деление Крымской АССР были внесены изменения, в результате которых округа были ликвидированы, основной административной единицей стал Джанкойскаий район и село включили в его состав. Согласно Списку населённых пунктов Крымской АССР по Всесоюзной переписи 17 декабря 1926 года, в селе Борлак, Немецко-Джанкойского сельсовета Джанкойского района, числилось 44 двора, из них 41 крестьянский, население составляло 236 человек, из них 139 немцев, 68 украинцев, 19 армян, 1 русский, 9 записаны в графе «прочие», действовала немецкая школа, в 1931 году было 210 жителей. Постановлением ВЦИК РСФСР от 30 октября 1930 года был вновь создан Биюк-Онларский район (указом Президиума Верховного Совета РСФСР № 621/6 от 14 декабря 1944 года переименованный в Октябрьский), теперь как немецкий национальный, в который включили село. Постановлением Президиума КрымЦИКа «Об образовании новой административной территориальной сети Крымской АССР» от 26 января 1935 года был создан немецкий национальный Тельманский район село включили в его состав, видимо, тогда же Борлак стал центром сельсовета. По данным всесоюзной переписи населения 1939 года в селе проживало 289 человек. Вскоре после начала Великой Отечественной войны, 18 августа 1941 года крымские немцы были выселены, сначала в Ставропольский край, а затем в Сибирь и северный Казахстан.
Во время Великой Отечественной войны в марте 1942 года в южной части Джанкойского района, высадили троих диверсантов для действий на железной дороге Симферополь — Москва. В столкновении с фашистами у села Антоновка двое бойцов были тяжело ранены, захвачены в плен и впоследствии расстреляны в посёлке Курман-Кемельчи. Третий разведчик, Константин Васильевич Ерёменко, застрелился и был похоронен на месте гибели местными жителями. В 1958 году останки Ерёменко перезахоронили на кладбище Краснодольного. В ту же братскую могилу перезахоронили из Ближнегородского останки красноармейца М. М. Бабошина (звание и наименование воинской части не установлены), умершего от ран 9 мая 1944 года в селе Новый Джанкой и там же похороненного. В 1966 году на могиле установили оштукатуренный обелиск из камня ракушечника в виде трёхтупенчатой пирамиды, увенчанной металлической пятиконечной звездой (автор неизвестен). Приказом Министерства культуры Украины № 814 от 31 июля 2012 года памятнику присвоен охранный номер 1006-АР. Постановлением Совета министров Республики Крым № 627 от 20 декабря 2016 года памятник отнесён к категории объектов культурно-исторического наследия России регионального значения.
В 1944 году, после освобождения Крыма от фашистов, указом Президиума Верховного Совета РСФСР от 21 августа 1945 года Барлак был переименован в Краснодольное и Барлакский сельсовет — в Краснодольский. С 25 июня 1946 года Краснодольное в составе Крымской области РСФСР. В начале 1950-х годов во время второй волны переселения, район заселялся колхозниками из различных областей Украины. 26 апреля 1954 года Крымская область была передана из состава РСФСР в состав УССР. Время упразднения сельсовета и включения в Ближнегородской пока не установлено: на 15 июня 1960 года село уже числилось в его составе. 1 января 1965 года, указом Президиума ВС УССР «О внесении изменений в административное районирование УССР — по Крымской области» Ближнегородской сельсовет был передан в состав Джанкойского района, в 1968 году образован Рощинский совет и село переподчинили ему. По данным переписи 1989 года в селе проживало 447 человек. С 12 февраля 1991 года село в восстановленной Крымской АССР, 26 февраля 1992 года переименованной в Автономную Республику Крым. С 21 марта 2014 года в составе Крыма аннексировано Россией.